# Irtysj
Irtysj (ryska: Иртыш; kazakiska: Ертіс, Ertis; tatariska: Иртеш, İrteş; kinesiska: 额尔齐斯河, Ertix He) är en flod i Asien, som rinner genom Kina, Kazakstan och Ryssland. Flodens övre sträckning mellan Altajbergen och sjön Zajsan benämns som Ertix.
Dess källa ligger i Altajbergen i Xinjiang i nordvästra Kina varifrån den rinner genom nordöstra Kazakstan (bland annat genom sjön Zajsan) in i västra Sibirien, Ryssland för att så småningom förena sig med floden Ob som denna flods största biflod. Med sina cirka 4 400 kilometer bildar den tillsammans med Obs nedre lopp ett sammanhängande vattendrag, som är cirka 5 300 kilometer långt. Avrinningsområdet omfattar ett 1 600 000 km² stort område.
Vid Irtysj ligger bland annat städerna Öskemen, Semej (Semipalatinsk), Pavlodar, Omsk och Chanty-Mansijsk. Floden används omfattande till energiutvinning, genom vattenkraft och utsätts för kraftig förorening av industrier i bland annat Omsk. Längs flodens övre lopp finns oljefyndigheter och oasodlingar. Mellan april och november är floden segelbar förbi Semej.